# Sobór św. Aleksandra Newskiego w Preszowie
Sobór św. Aleksandra Newskiego – prawosławny sobór katedralny i parafialny w Preszowie. Główna świątynia eparchii preszowskiej Kościoła Prawosławnego Czech i Słowacji.

## Położenie
Sobór mieści się przy ulicy Partizánskiej 3.

## Historia
Świątynia została wzniesiona według projektu archimandryty Andrzeja (Kolomackiego) w latach 1946–1950, konsekrowana 11 lutego 1950. W latach 1969–1970 dobudowano wieżę-dzwonnicę, zaprojektowaną przez E.T. Pavlovskiego. W latach 1981–1982 odnowiono wnętrze soboru.
29 października 1994 w preszowskim soborze dokonano kanonizacji księcia wielkomorawskiego Rościsława.
W 1996 świątynię odwiedził patriarcha moskiewski Aleksy II, a w 1998 – patriarcha konstantynopolitański Bartłomiej I.

## Architektura
Sobór nawiązuje architektonicznie do rosyjskiej sztuki cerkiewnej. Budowla murowana, orientowana, czterodzielna. Od strony zachodniej 3-kondygnacyjna wieża-dzwonnica, z ostrosłupowym hełmem zwieńczonym cebulastą kopułą z ośmioramiennym krzyżem. Pomiędzy wieżą a częścią nawową mieści się przedsionek. Nad częścią nawową, zdobioną w górnej części kokosznikami, znajduje się 5 cebulastych kopuł (największa – umieszczona na bębnie z latarnią – położona centralnie i 4 mniejsze, narożne) z ośmioramiennymi krzyżami. Prezbiterium mniejsze od nawy, w formie apsydy (również zwieńczonej kopułą z krzyżem), z 3 półkolistymi apsydiolami. We wnętrzu soboru, w części nawowej znajdują się 8-metrowe filary podtrzymujące bęben, a po jej północnej stronie – schody prowadzące na chór muzyczny. Między częścią nawową a prezbiterium mieści się drewniany, dwurzędowy ikonostas (w którym znajduje się 15 ikon), zdobiony złoconymi ornamentami.

## Główne święta
- Uroczystość patronalna (św. Aleksandra Newskiego) – 12 września (30 sierpnia według starego stylu);
- Uroczystość Narodzenia Przenajświętszej Bogurodzicy – 21 września (8 września według starego stylu).

## Galeria

Sobór od frontu
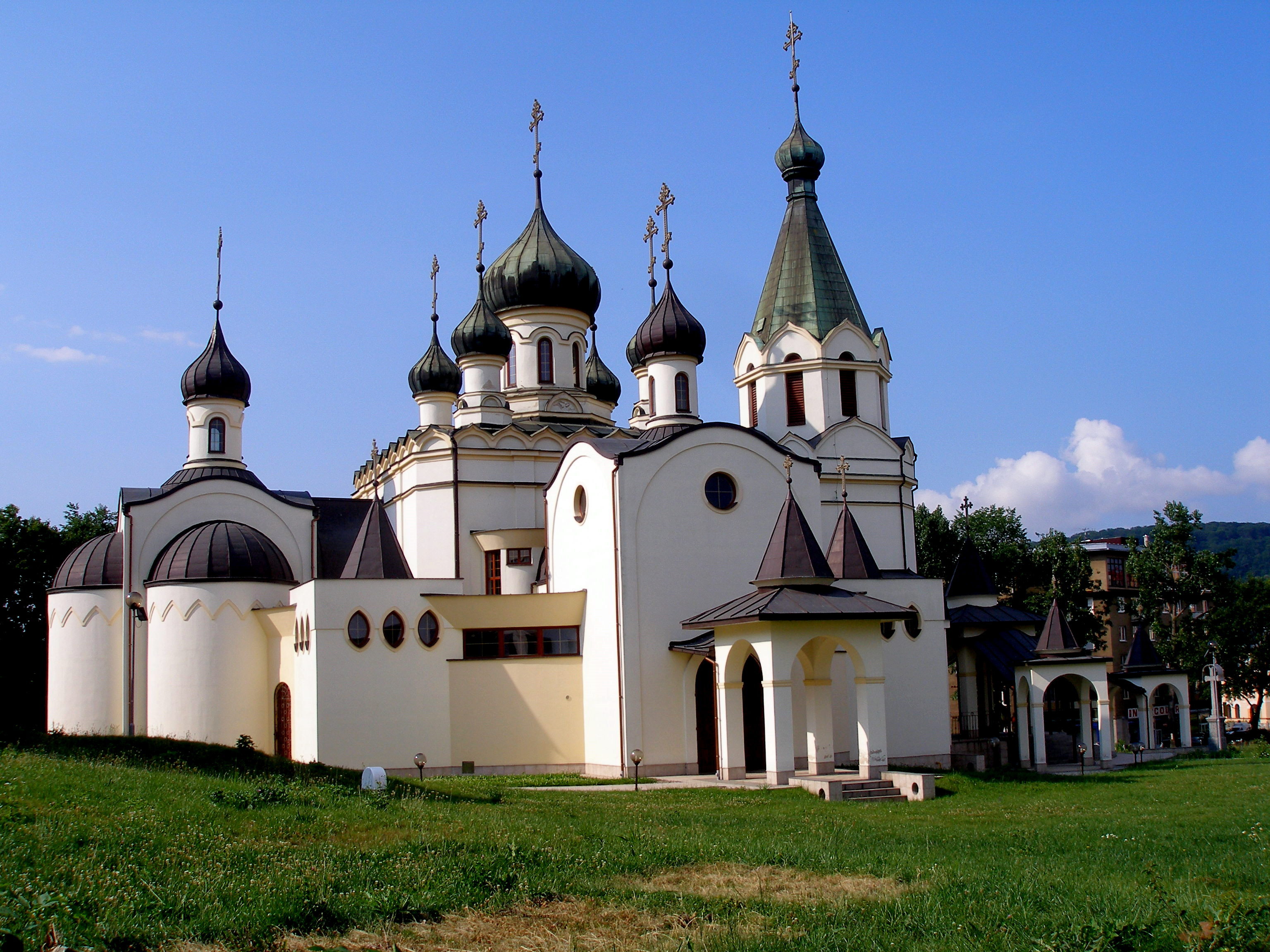
Sobór od północy, widoczne apsydiole prezbiterium
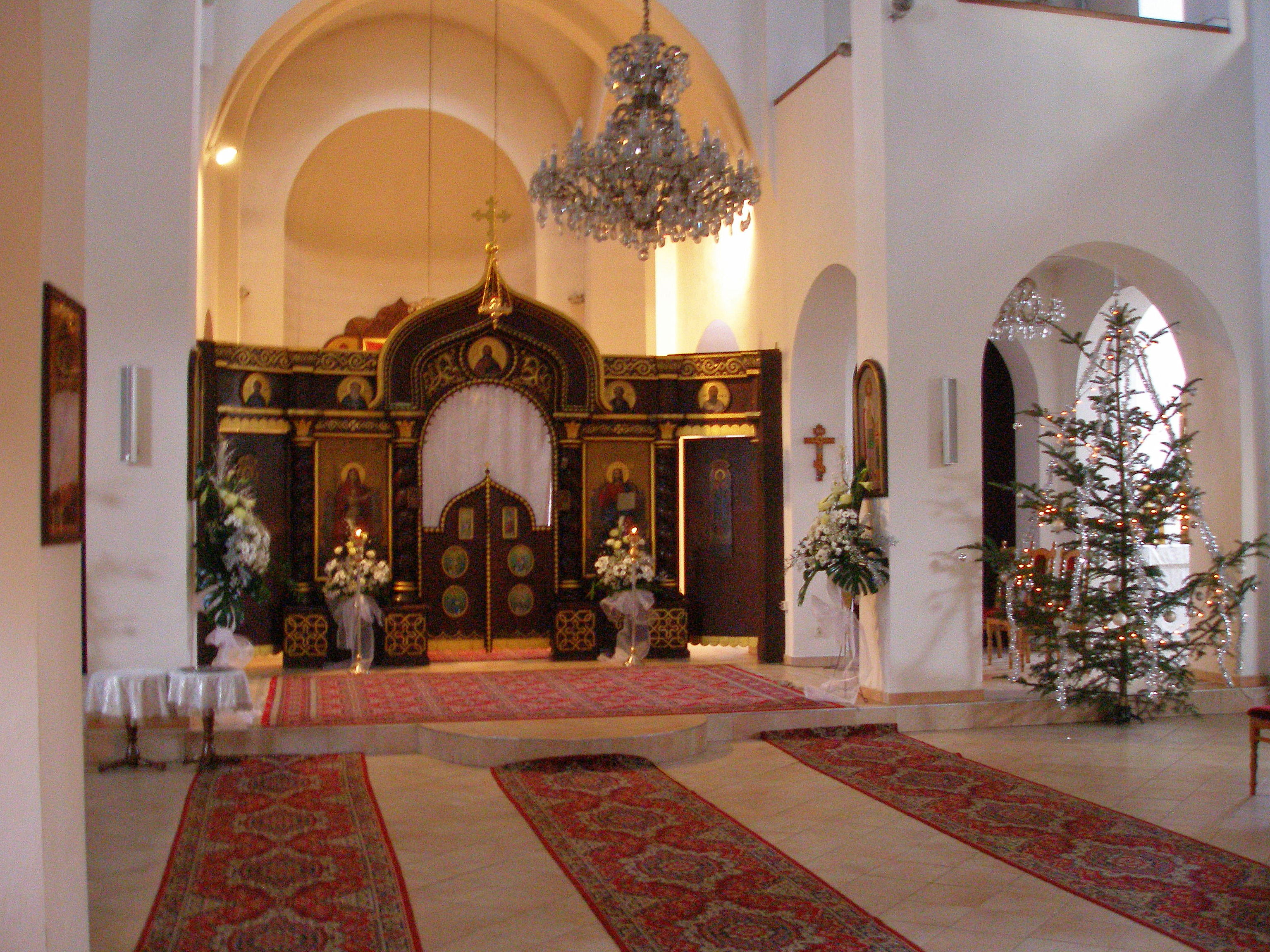
Wnętrze
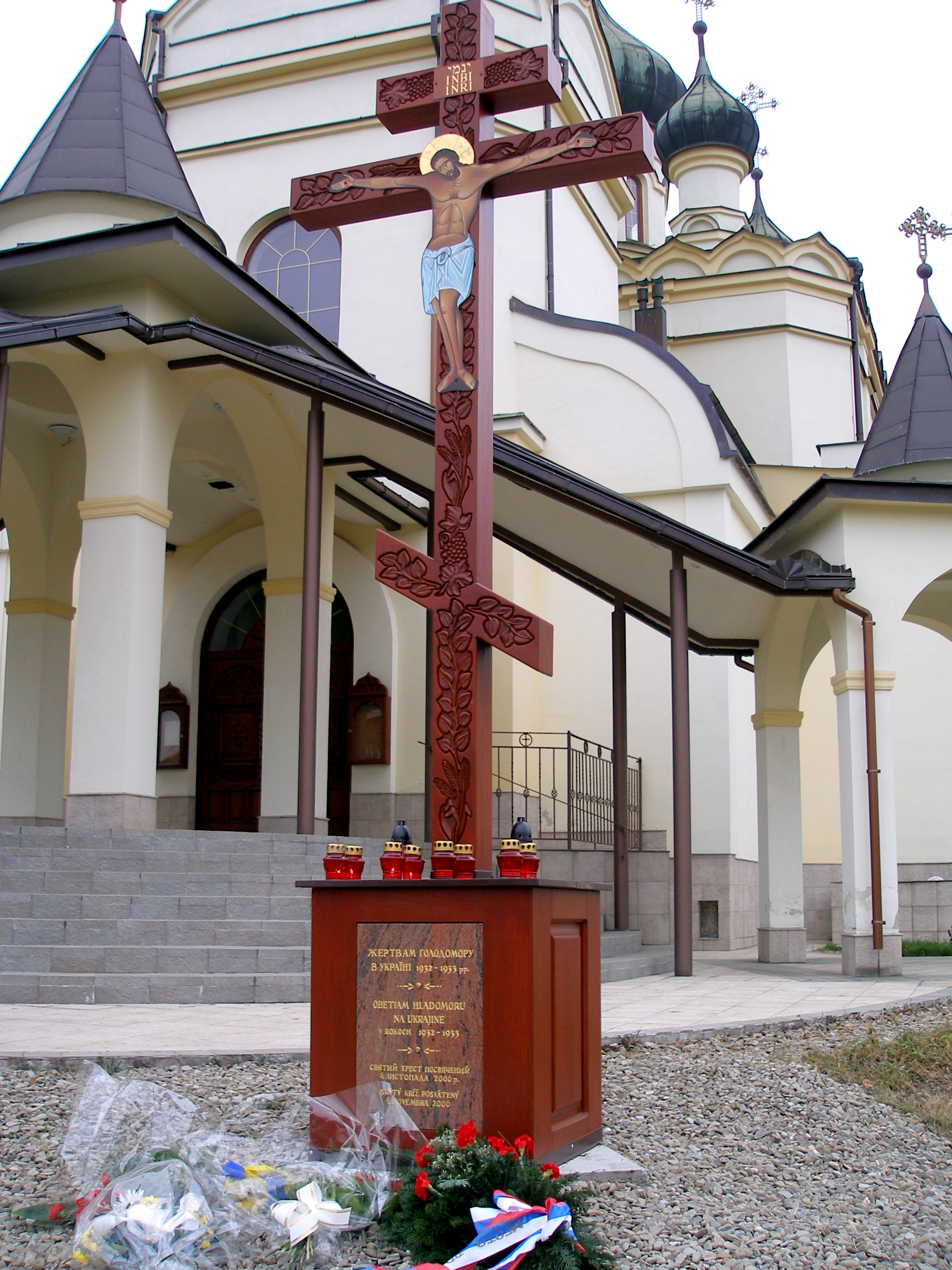
Krzyż-pomnik ofiar wielkiego głodu na Ukrainie, odsłonięty w 2006